# Hydraecia argillago
Hydraecia argillago är en fjärilsart som beskrevs av Max Wilhelm Karl Draudt 1936. Hydraecia argillago ingår i släktet Hydraecia och familjen nattflyn. Inga underarter finns listade i Catalogue of Life.